# Gainesville, Texas
Gainesville är en stad i den amerikanska delstaten Texas med en yta av 44,1 km² och en folkmängd som uppgår till 16 002 invånare (2010). Gainesville är administrativ huvudort i Cooke County.
Gainesville grundades år 1850 och en av gatorna, California Street, härstammar från ortens tidiga historia. Gatunamnet har med guldrushen i Kalifornien att göra, eftersom vägen till Kalifornien gick genom Gainesville.